# Haikyu!!
Haikyu!! (japanisch ハイキュー!! ‚Volleyball!!‘, auch Haikyuu geschrieben) ist eine Manga-Serie von Haruichi Furudate. Sie ist in die Genres Comedy, Drama und Sport einzuordnen und wird seit 2014 als Anime-Fernsehserie adaptiert, sowie in vier Animefilmen und seit November 2015 als Theaterstück. Die Handlung zeigt die Entwicklung eines von Volleyball begeisterten Schülers und seiner Mannschaft.

## Inhalt

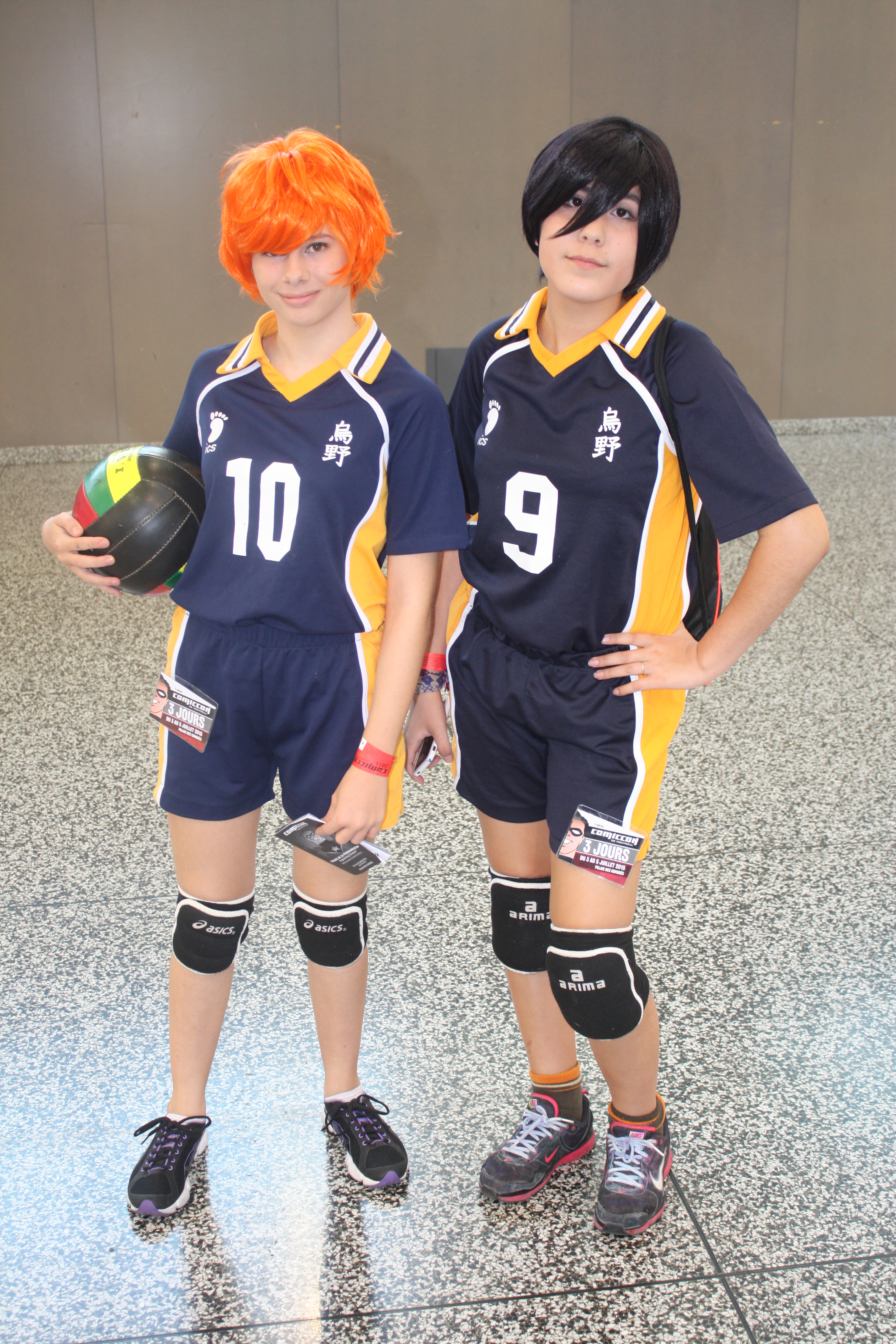
Cosplayer als Hauptcharaktere Shōyō Hinata und Tobio Kageyama

Der Mittelschüler Shōyō Hinata (日向 翔陽) begeistert sich für Volleyball, seit er die Übertragung der nationalen Meisterschaft gesehen hat. Auch ein kleiner Sportler wie er selbst spielte dabei mit, der dennoch den anderen überlegen war. Mit ihm als Vorbild tritt Hinata dem Club seiner Schule bei, doch ist er darin der einzige Junge und muss allein oder zusammen mit den Mädchen trainieren. Dennoch zeigt er viel Talent und Einsatz. Zur Jugendmeisterschaft des Bezirks kann er endlich Mitspieler finden, jedoch verlieren sie schon das erste Spiel. Dem Kapitän der gegnerischen Mannschaft, dem bekannten Tobio Kageyama (影山 飛雄), schwört er, ihn eines Tages zu besiegen.
Als Hinata auf die Oberschule kommt, wählt er die für die Volleyballmannschaft bekannte Karasuno-Oberschule aus, auf die auch sein Vorbild ging. Doch dort trifft er auf Kageyama, der ebenso auf diese Schule wechselt. Nun sind beide im gleichen Team und müssen sich auf Geheiß des Kapitäns zusammenraufen. Nachdem es den beiden im gemeinsamen Training gelingt, sich gegenseitig zu respektieren, kommt es zur Auseinandersetzung mit anderen Neuzugängen im Club.
Die Karasuno-Volleyballmannschaft wächst nach vielen Trainings, Testspielen und kleineren Turnieren immer mehr zusammen. Vor allem Hinata und Kageyama spielen nun, trotz anfänglicher Streitereien, immer besser zusammen, und bringen überraschende Schnellangriffe zustande. Der Kapitän sieht großes Potenzial in der Mannschaft und hegt die Hoffnung, dass Karasuno irgendwann wieder an den Nationalen Volleyballmeisterschaften teilnehmen wird. Um dieses Ziel zu erreichen, muss die Mannschaft in Turnieren andere starke Oberschulmannschaften schlagen. So bilden sich im Verlauf immer wieder neue Rivalitäten, aber auch alte Rivalen, wie das Team der Nekoma-Oberschule, werden wieder zu Gegnern.

## Veröffentlichung
Ein erstes Kapitel der Serie erschien am 8. Januar 2011 im Magazin Shonen Jump Next!. Ein weiteres Kapitel wurde am 24. April 2011 im Weekly Shonen Jump herausgebracht. Im gleichen Magazin startete dann am 20. Februar 2012 die regelmäßige Veröffentlichung, die am 20. Juli 2020 abgeschlossen wurde. Der Verlag Shūeisha brachte die Kapitel auch in insgesamt 45 Sammelbänden heraus. Der 14. Band von Januar 2015 verkaufte sich über 800.000-mal. Diese Größenordnung erreichte auch Band 20 von März 2016, beim folgenden Band 21 waren die Verkäufe in den ersten Wochen nach Veröffentlichung mit 730.000 geringer. Hatte sich der Manga bis zum Frühjahr 2014 insgesamt 5,5 Millionen Mal verkauft, so stieg dies nach der Anime-Adaption zum Oktober 2014 auf insgesamt 10 Millionen Exemplare an.
Am 19. Juli 2020 erschien im Weekly Shonen Jump das 402. und damit letzte Kapitel der Serie. Der 45. und gleichzeitig letzte Sammelband wurde am 4. November 2020 in Japan veröffentlicht.
Auf Deutsch erschien der Manga von Oktober 2017 bis Dezember 2024 vollständig bei Kazé Deutschland bzw. Crunchyroll. Eine französische Übersetzung des Mangas erscheint beim französischen Kazé, eine englische bei Kazé UK. Tong Li lizenzierte die Serie für Taiwan.

### Liste der Manga-Bände
| Band | Japan            | Japan                  | Deutschland      | Deutschland            |
| Band | Veröffentlichung | ISBN                   | Veröffentlichung | ISBN                   |
| ---- | ---------------- | ---------------------- | ---------------- | ---------------------- |
| 1    | 4. Juni 2012     | ISBN 978-4-08-870453-1 | 5. Okt. 2017     | ISBN 978-2-88921-938-4 |
| 2    | 3. Aug. 2012     | ISBN 978-4-08-870482-1 | 5. Okt. 2017     | ISBN 978-2-88921-939-1 |
| 3    | 4. Okt. 2012     | ISBN 978-4-08-870521-7 | 7. Dez. 2017     | ISBN 978-2-88921-940-7 |
| 4    | 4. Jan. 2013     | ISBN 978-4-08-870555-2 | 1. Feb. 2018     | ISBN 978-2-88921-941-4 |
| 5    | 4. März 2013     | ISBN 978-4-08-870631-3 | 4. Apr. 2018     | ISBN 978-2-88921-942-1 |
| 6    | 2. Mai 2013      | ISBN 978-4-08-870666-5 | 6. Juni 2018     | ISBN 978-2-88921-943-8 |
| 7    | 2. Aug. 2013     | ISBN 978-4-08-870786-0 | 2. Aug. 2018     | ISBN 978-2-88921-944-5 |
| 8    | 4. Okt. 2013     | ISBN 978-4-08-870820-1 | 4. Okt. 2018     | ISBN 978-2-88921-945-2 |
| 9    | 4. Jan. 2014     | ISBN 978-4-08-870852-2 | 6. Dez. 2018     | ISBN 978-2-88921-946-9 |
| 10   | 4. Apr. 2014     | ISBN 978-4-08-880043-1 | 7. Feb. 2019     | ISBN 978-2-88921-947-6 |
| 11   | 4. Juni 2014     | ISBN 978-4-08-880071-4 | 4. Apr. 2019     | ISBN 978-2-88921-948-3 |
| 12   | 4. Aug. 2014     | ISBN 978-4-08-880153-7 | 5. Juni 2019     | ISBN 978-2-88921-949-0 |
| 13   | 3. Okt. 2014     | ISBN 978-4-08-880193-3 | 1. Aug. 2019     | ISBN 978-2-88921-950-6 |
| 14   | 27. Dez. 2014    | ISBN 978-4-08-880275-6 | 4. Okt. 2019     | ISBN 978-2-88921-951-3 |
| 15   | 4. März 2015     | ISBN 978-4-08-880316-6 | 5. Dez. 2019     | ISBN 978-2-88921-952-0 |
| 16   | 1. Mai 2015      | ISBN 978-4-08-880353-1 | 6. Feb. 2020     | ISBN 978-2-88921-953-7 |
| 17   | 4. Aug. 2015     | ISBN 978-4-08-880447-7 | 2. Apr. 2020     | ISBN 978-2-88921-954-4 |
| 18   | 3. Okt. 2015     | ISBN 978-4-08-880484-2 | 4. Juni 2020     | ISBN 978-2-88921-955-1 |
| 19   | 4. Dez. 2015     | ISBN 978-4-08-880566-5 | 5. Aug. 2020     | ISBN 978-2-88921-956-8 |
| 20   | 4. März 2016     | ISBN 978-4-08-880626-6 | 1. Okt. 2020     | ISBN 978-2-88921-957-5 |
| 21   | 2. Mai 2016      | ISBN 978-4-08-880669-3 | 3. Dez. 2020     | ISBN 978-2-88921-958-2 |
| 22   | 4. Juli 2016     | ISBN 978-4-08-880744-7 | 4. Feb. 2021     | ISBN 978-2-88921-959-9 |
| 23   | 4. Okt. 2016     | ISBN 978-4-08-880790-4 | 1. Apr. 2021     | ISBN 978-2-88921-960-5 |
| 24   | 2. Dez. 2016     | ISBN 978-4-08-880821-5 | 3. Juni 2021     | ISBN 978-2-88921-961-2 |
| 25   | 3. März 2017     | ISBN 978-4-08-881019-5 | 5. Aug. 2021     | ISBN 978-2-88921-962-9 |
| 26   | 2. Mai 2017      | ISBN 978-4-08-881071-3 | 7. Okt. 2021     | ISBN 978-2-88921-963-6 |
| 27   | 4. Aug. 2017     | ISBN 978-4-08-881194-9 | 2. Dez. 2021     | ISBN 978-2-88921-964-3 |
| 28   | 4. Okt. 2017     | ISBN 978-4-08-881213-7 | 3. Feb. 2022     | ISBN 978-2-88921-965-0 |
| 29   | 4. Dez. 2017     | ISBN 978-4-08-881286-1 | 7. Apr. 2022     | ISBN 978-2-88921-966-7 |
| 30   | 2. Feb. 2018     | ISBN 978-4-08-881337-0 | 2. Juni 2022     | ISBN 978-2-88921-967-4 |
| 31   | 4. Apr. 2018     | ISBN 978-4-08-881378-3 | 4. Aug. 2022     | ISBN 978-2-88951-386-4 |
| 32   | 4. Juli 2018     | ISBN 978-4-08-881511-4 | 6. Okt. 2022     | ISBN 978-2-88951-387-1 |
| 33   | 3. Aug. 2018     | ISBN 978-4-08-881538-1 | 1. Dez. 2022     | ISBN 978-2-88951-388-8 |
| 34   | 4. Okt. 2018     | ISBN 978-4-08-881589-3 | 9. Feb. 2023     | ISBN 978-2-88951-389-5 |
| 35   | 4. Dez. 2018     | ISBN 978-4-08-881647-0 | 6. Apr. 2023     | ISBN 978-2-88951-390-1 |
| 36   | 4. Feb. 2019     | ISBN 978-4-08-881717-0 | 1. Juni 2023     | ISBN 978-2-88951-391-8 |
| 37   | 4. Apr. 2019     | ISBN 978-4-08-881793-4 | 3. Aug. 2023     | ISBN 978-2-889-51392-5 |
| 38   | 4. Juni 2019     | ISBN 978-4-08-881863-4 | 6. Okt. 2023     | ISBN 978-2-88951-393-2 |
| 39   | 4. Sep. 2019     | ISBN 978-4-08-882053-8 | 8. Dez. 2023     | ISBN 978-2-88951-394-9 |
| 40   | 1. Nov. 2019     | ISBN 978-4-08-882104-7 | 9. Feb. 2024     | ISBN 978-2-88951-395-6 |
| 41   | 4. Jan. 2020     | ISBN 978-4-08-882177-1 | 5. Apr. 2024     | ISBN 978-2-88951-396-3 |
| 42   | 4. März 2020     | ISBN 978-4-08-882228-0 | 7. Juni 2024     | ISBN 978-2-88951-397-0 |
| 43   | 13. Mai 2020     | ISBN 978-4-08-882283-9 | 2. Aug. 2024     | ISBN 978-2-88951-398-7 |
| 44   | 4. Aug. 2020     | ISBN 978-4-08-882348-5 | 4. Okt. 2024     | ISBN 978-2-88951-474-8 |
| 45   | 4. Nov. 2020     | ISBN 978-4-08-882471-0 | 6. Dez. 2024     | ISBN 978-2-88951-475-5 |

## Adaptionen

### Radio-Hörspiel
Im November 2012 wurde im Radio-Programm Sakiyomi Jum-Bang! von TV Tokyo ein Hörspiel zu Haikyu!! ausgestrahlt. Im Dezember 2012 wurde es auch auf der Website Vomic des Verlags Shūeisha veröffentlicht.

### Anime

#### Fernsehserie
Bei Studio Production I.G entsteht seit 2014 eine Anime-Adaption der Serie. Bei den ersten drei Staffeln führte Susumu Mitsunaka Regie und das Drehbuch schrieb Taku Kishimoto. Das Charakterdesign entwarf Takahiro Kishida und die künstlerische Leitung lag bei Ichirō Tatsuta.
Die 24 Minuten langen Folgen der ersten Staffel wurden von MBS vom 6. April 2014 bis 21. September 2014 in Japan gezeigt sowie von weiteren 28 Stationen des TBS-Networks. Eine zweite Staffel, Haikyū!!: Second Season, lief vom 7. Oktober 2015 bis März 2016 mit weiteren 25 Folgen, sowie mit bis zu einer Woche Versatz auch auf CBC TV, Tokyo MX, BS11, RKB Mainichi Hōsō, Hokkaidō Hōsō, Tōhoku Hōsō und TV-U Fukushima. Die dritte Staffel Haikyū!! Karasuno Kōkō vs Shiratorizawa Gakuen Kōkō mit weiteren 10 Folgen lief vom 8. Oktober bis 10. Dezember 2016 auf TBS, MBS und CBC TV, sowie mit bis zu drei Wochen Versatz auch auf BS-TBS, Hokkaidō Hōsō, RKB Mainichi Hōsō, Tōhoku Hōsō, TV-U Fukushima, Shizuoka Hōsō, i-Television und IBC Iwate Hōsō.
Die vierte Staffel Haikyū!! To the Top wird, in zwei Teilen, seit dem 10. Januar 2020 in Japan ausgestrahlt. Die Ausstrahlung des 13 Folgen umfassenden ersten Teils endete am 3. April 2020 und sollte mit dem zwölf Folgen umfassenden zweiten Teil ab Juli 2020 fortgesetzt werden. Die Ausstrahlung des zweiten Teils wurde allerdings aufgrund der COVID-19-Pandemie auf den 2. Oktober 2020 verschoben und endete am 18. Dezember 2020.
Mit englischen Untertiteln ist der Anime in Nordamerika, dem Vereinigten Königreich, Irland, Australien, Neuseeland und Südafrika auf der Plattform Crunchyroll ursprünglich als Simulcast verfügbar. Wakanim veröffentlichte eine französische Fassung und der Sender Hero strahlte die Serie auf den Philippinen aus. Die dritte Staffel wurde als Simulcast ebenfalls auf Deutsch vom Publisher Peppermint Anime gestreamt.
Die vierte Staffel Haikyū!! To the Top wurde ebenfalls von Peppermint Anime lizenziert und wurde, in zwei Teilen, seit dem 10. Januar 2020 in OmU als Simulcast bei Wakanim veröffentlicht. Die Veröffentlichung des 13 Folgen umfassenden ersten Teils endete am 3. April 2020 und sollte mit dem zwölf Folgen umfassenden zweiten Teil ab Juli 2020 fortgesetzt werden. Die Veröffentlichung des zweiten Teils wurde allerdings aufgrund der COVID-19-Pandemie auf den 2. Oktober 2020 verschoben und endete am 18. Dezember 2020. Am 15. Januar 2020 wurden zudem die beiden OVAs Land & Sky und The Volleyball Way auf Wakanim in OmU veröffentlicht.
Der Publisher Peppermint Anime kündigte am 30. Juli 2016 an, dass die ersten beiden Staffeln des Anime in Deutschland bei ihm erscheinen werden. Die erste Staffel erschien in vier Teilen zwischen August 2017 und Februar 2018. Die zweite Staffel erschien in ebenfalls vier Teilen zwischen Juni 2018 und Dezember 2018. Die dritte Staffel wurde auch lizenziert und erschien in zwei Teilen im Frühjahr 2019. Der erste Teil der vierten Staffel, die abermals in vier Teilen erscheint, ist am 15. April 2021 bei Peppermint Anime als DVD und Blu-Ray erschienen. Teil 2 erschien am 17. Juni 2021, Teil 3 am 21. Oktober 2021. Der vierte und letzte Teil wird voraussichtlich am 2. Dezember 2021 veröffentlicht.
Der Free-TV-Sender ProSieben MAXX strahlte ab dem 13. November 2018 die Serie in deutscher Erstausstrahlung aus.

#### Filme
Am 3. Juli 2015 erschien der Film Haikyū!! Owari to Hajimari (ハイキュー!! 終わりと始まり, „Ende und Anfang“), der die ersten 13 Folgen der Serie zusammenfasst, und am 18. September 2015 die Fortsetzung Haikyū!! Shōsha to Haisha (ハイキュー!! 勝者と敗者, „Gewinner und Verlierer“), der die restlichen Folgen der ersten Staffel zusammenfasst. Am 15. September 2017 wurde der dritte Film Haikyuu!! Sainou to Sense (ハイキュー!! 才能とセンス) veröffentlicht, der die Ereignisse der zweiten Staffel zusammenfasst. Der vierte Film Haikyuu!! Concept no Tatakai (ハイキュー!! コンセプトの戦い) wurde am 29. September 2017 veröffentlicht, der die zehn Folgen der dritten Staffel zusammenfasst. Die ersten beiden Filme erschienen bei Peppermint Anime, der dritte und vierte sollen dort ebenfalls auf Deutsch erscheinen.

#### Synchronisation
| Rolle              | japanischer Sprecher (Seiyū) | deutscher Sprecher |
| ------------------ | ---------------------------- | ------------------ |
| Shōyō Hinata       | Ayumu Murase                 | Christian Zeiger   |
| Tobio Kageyama     | Kaito Ishikawa               | Roman Wolko        |
| Daichi Sawamura    | Satoshi Hino                 | Arne Stephan       |
| Kōshi Sugawara     | Miyu Irino                   | Konrad Bösherz     |
| Ryūnosuke Tanaka   | Yū Hayashi                   | Jan Rohrbach       |
| Kei Tsukishima     | Kōki Uchiyama                | Dirk Stollberg     |
| Tadashi Yamaguchi  | Sōma Saitō                   | Sebastian Kluckert |
| Yū Nishinoya       | Nobuhiko Okamoto             | Dennis Saemann     |
| Asahi Azumane      | Yoshimasa Hosoya             | Simon Derksen      |
| Chikara Ennoshita  | Toshiki Masuda               | Raúl Richter       |
| Keishin Ukai       | Kazunari Tanaka              | Nick Forsberg      |
| Kiyoko Shimizu     | Kaori Nazuka                 | Birte Baumgardt    |
| Ittetsu Takeda     | Hiroshi Kamiya               | Julien Haggége     |
| Yuutarō Kindaichi  | Makoto Furukawa              | Sebastian Fitzner  |
| Yui Michimiya      | Asami Seto                   | Rieke Werner       |
| Tooru Oikawa       | Daisuke Namikawa             | René Dawn-Claude   |
| Hajime Iwaizumi    | Hiroyuki Yoshino             | Fabian Kluckert    |
| Yuusuke Takinoue   | Shuuhei Sakaguchi            | Fabian Oscar Wien  |
| Makoto Shimada     | Tomoaki Maeno                | Bastian Sierich    |
| Kenma Kozume       | Yūki Kaji                    | Amadeus Strobl     |
| Tetsurō Kuroo      | Yūichi Nakamura              | Tim Knauer         |
| Satori Tendō       | Subaru Kimura                | Asad Schwarz       |
| Wakatoshi Ushijima | Ryōta Takeuchi               | Gerrit Hamann      |
| Takahiro Hanamaki  | Tōru Sakurai                 | Nico Wiek          |

#### Musik
Die Musik der Serie wurde komponiert von Asami Tachibana und Yūki Hayashi. Für die Vorspanne verwendete man in der ersten Staffel die Lieder Imagination (イマジネーション, Imajinēshon) von Spyair für die ersten 13 Folgen und ab Folge 14 Ah Yeah! von Sukima Switch, in der zweiten Staffel I’m A Believer (アイム・ア・ビリーバー, Aimu A Birībā) von Spyair für die ersten 13 Folgen und Fly High!! von Burnout Syndromes für den Rest, sowie in der dritten Staffel Hikari Are (ヒカリアレ) von Burnout Syndromes. Für die vierte Staffel Haikyū!! To the Top wurde Phoenix von Burnout Syndromes für die ersten 13 Folgen und Toppakou (突破口) von Super Beaver für die restlichen zwölf Folgen als Vorspanntitel verwendet.
Der Abspann der ersten Staffel wurde unterlegt mit Tenchi Gaeshi (天地ガエシ) von Nico Touches the Walls und Leo von tacica, in der zweiten Staffel Climber (クライマー, Kuraimā) von Galileo Galilei bzw. Hatsunetsu (発熱) von tacica, in je der gleichen Aufteilung wie die Vorspänne, sowie in der dritten Staffel Mashi Mashi (マシ・マシ) von Nico Touches the Walls. Für die vierte Staffel Haikyū!! To the Top wurde Kessen Spirit (決戦スピリット) von CHiCO und HoneyWorks für die ersten 13 Folgen und One Day von Spyair für die weiteren elf Folgen als Abspanntitel verwendet. In der finalen Episode der vierten Staffel wurde erneut Imagination (イマジネーション, Imajinēshon) von Spyair verwendet, diesmal als Abspanntitel.

### Theaterstück
Im November 2015 startete in Japan mit Hyper Projection Engeki Haikyu!! eine Adaption als Theaterstück unter der Leitung und dem Drehbuch von Worry Kinoshita. Die bislang sieben unterschiedlichen Shows, mit unterschiedlicher Handlung und Besetzung, wurden bislang von über 320.000 Zuschauern besucht. Im Herbst 2019 startete eine achte Version des Theaterstücks in Japan.

## Rezeption
Haruichi Furudate erhielt 2015 für den Manga den Shōgakukan-Manga-Preis in der Kategorie Shōnen. Die Anime-Adaption erhielt 2016 bei den IGN Summer Movie Awards eine Nominierung für die Beste Anime-Serie.
Während der Corona-Pandemie zogen die Verkäufe in Deutschland deutlich an und es konnten 40.000 Bände abgesetzt werden.